# Tiefthal
Tiefthal, Erfurt-Tiefthal – dzielnica miasta Erfurt w Niemczech, w kraju związkowym Turyngia.